# Chiesa di Santa Maria Assunta (Genova, Rivarolo)
La chiesa di Santa Maria Assunta è un edificio religioso del quartiere genovese di Rivarolo. La sua comunità parrocchiale fa parte del vicariato di Rivarolo dell'arcidiocesi di Genova. La chiesa si trova in via alla Chiesa di Rivarolo, una salita mattonata che si distacca dalla via Celesia, principale asse viario dell'antico borgo di Rivarolo Superiore.

## Storia
La pieve dell'Assunta di Rivarolo si fa risalire al VI o VII secolo, ma la prima attestazione storica si trova in un documento del 1012.
Nel registro arcivescovile del 1143 è indicata come chiesa matrice dalla quale dipendevano le parrocchie di Brasile, Murta, Geminiano e quella romanica di Campo Florenziano, oggi scomparsa, che si trovava poco a nord del borgo di Rivarolo Superiore, nei pressi del luogo dove ora sorge la chiesa-oratorio di Santo Stefano delle Fosse.
La chiesa fu consacrata il 28 settembre 1444 dal vescovo Michele de Germanis da Porto Maurizio, vescovo di Mariana (Corsica); più volte rimaneggiata venne infine completamente ricostruita tra il 1643 e il 1646. Altri restauri e ampliamenti si susseguirono nel corso dell'Ottocento, con la ricostruzione del campanile (1849-1850) e l'allungamento della navata (1869-1870) e ancora nei primi anni del Novecento e nel 1984.
I Fieschi nel 1485 ottennero da papa Innocenzo VIII il giuspatronato sulla chiesa, che mantennero fino al 1858. Nel 1502 papa Alessandro VI nominò arciprete di S. Maria Assunta il cardinale Giuliano della Rovere che pur non risiedendovi ne prese possesso il 21 ottobre 1502. Eletto papa l'anno seguente con il nome di Giulio II mantenne tuttavia l'arcipretura fino al 1506. Nel corso degli anni furono arcipreti anche diversi esponenti della famiglia Fieschi, tra cui due cardinali, l'arcivescovo di Genova Lorenzo Maria Fieschi, dal 1705 al 1726 e Adriano Fieschi dal 1831 al 1858. Alla morte di quest'ultimo la famiglia Fieschi dopo una lunga controversia, terminata solo nel 1897, dovette rinunciare al patronato e un decreto di Leone XIII affidò la chiesa al clero diocesano.

## Descrizione

### Esterno
La chiesa, ha la facciata a doppio ordine ispirata allo stile neoclassico, ripartita da lesene e coronata da un grande timpano, sormontato da un gruppo scultoreo in marmo con una grande croce al centro e due angeli ai lati. Al centro del timpano un clipeo marmoreo incornicia il volto di Cristo. Nella facciata si aprono tre ingressi, corrispondenti alle tre navate in cui è suddiviso l'interno. Una piccola cupola si innalza all'incrocio del transetto con la navata principale.

### Interno
L'interno ha pianta a croce latina. Il seicentesco altare maggiore è interamente in marmo bianco, con ai lati le figure dei quattro evangelisti. Nella zona absidale, dietro all'altare maggiore si trova un piccolo coro ligneo. Sulle navate laterali si affacciano diversi altari. La volta delle navate e l'interno della piccola cupola sono ornati da affreschi, non tutti in buon stato di conservazione.

### Opere d'arte
Tra le opere d'arte conservate nella chiesa la tavola raffigurante l'Assunzione della Vergine, della seconda metà del Cinquecento, da alcuni attribuita a Teramo Piaggio, una statua lignea policroma raffigurante la Madonna col bambino, di scuola napoletana ed un'altra della Madonna Immacolata, del Settecento, e  i dipinti Sant'Isidoro e altri santi e Madonna Assunta con il Bambino, di Francesco Campora (1693-1753), Madonna del Carmine, olio su tela di Giovanni Raffaele Badaracco (1645-1717) e Stimmate di San Francesco, anche questa olio su tela, di autore ignoto del Seicento.